# Métropole de Néapolis et Stavroupolis
La Métropole de Neápoli et Stavroúpoli (en grec byzantin : Ιερά Μητρόπολις Νεαπόλεως και Σταυρουπόλεως) est un évêché du Patriarcat œcuménique de Constantinople provisoirement autorisé à participer à la vie synodale de l'Église orthodoxe de Grèce. Elle est située en Grèce, en Macédoine-Centrale, dans la banlieue nord de Thessalonique. Elle a son siège à Neápoli et elle étend son autorité sur le territoire de 31 municipalités. Elle a été fondée en 1974.

## La cathédrale
- C'est l'église Saint-Georges (rue Tsaldari) de Neápoli.

## Les métropolites
- Denys (né Ladopoulos à Kastelli-Kissamos en Crète en 1929), premier métropolite de Neápoli de 1974 à 2004.
- Barnabé (né Tyris), depuis 2004.

## Histoire
La métropole a été fondée en mai 1974 en même temps que celle de Néa Krini et Kalamaria pour alléger la charge de la Métropole de Thessalonique.

## Le territoire
Il compte 40 paroisses dont :
- Néapoli (1 paroisse)
- Évosmos (2 paroisses)
- Héliopolis (el) (2 paroisses)
- Néa Magnésia (el) (2 paroisses)
- Políchni (2 paroisses)
- Xirokrini (3 paroisses)
- Stavroúpoli (2 paroisses)
- Sykiés (3 paroisses)
- Oréokastro (2 paroisses)

## Monastère
- Monastère masculin de la Nativité de la Mère de Dieu à Néa Magnésia.
- Monastère féminin de la Transfiguration à Chortiátis.

## Solennités locales
- Fête de Saint-Georges à Néapolis le 23 avril.
- Fête de Saint-Éleuthère à Stavropolis le 15 décembre.
- Fête de Saint-Athanase le Koulakiote à Kirokrini le 7 septembre (martyr en 1774).

## Sources
- (el) Le site de la métropole : http://www.imnst.gr/wp/
- Diptyques de l'Église de Grèce, Diaconie apostolique, Athènes (chaque année).